# Корфи
Корфѝ (на гръцки: Κορφή) е село в Кипър, окръг Лимасол. Според статистическата служба на Република Кипър през 2001 г. селото има 165 жители.
Намира се на 4 km южно от Лимнатис.